# Henriettelund
 Der er for få eller ingen kildehenvisninger i denne artikel, hvilket er et problem. Du kan hjælpe ved at angive troværdige kilder til de påstande, som fremføres i artiklen.

Henriettelund er en gård 1 km vest for landsbyen Teestrup, vest for Haslev på Sjælland. 

Gården blev dannet i 1797 og ligger i Teestrup Sogn, Ringsted Herred, Sorø Amt, ud af en mindre blind vej, Henriettelundvej. 
Det nuværende stuehus er opført i 1886, høj kælder, kampestensgrund, og de gamle længer er lidt ældre.  I 1970'erne blev bygget en maskinlade og en kostald (i dag uden køer). 
I 2006 brændte en korn/halmlade og efterfølgende blev to store moderne lader opført, en til korntørring og kornlager og den anden lade til halm. Derudover er der eget vandværk og halmfyr, som begge udover gården også forsyner 4 lejemål, tilhørende gården, et par hundrede meter væk.
Henriettelunds ager er primært i Faxe Kommune (tidl. Haslev Kommune) men der er også en smule i Næstved Kommune (tidl. Herlufmagle kommune)
Igennem jorden går Øvre Suså, samt Svalebæk og Søbæk, og det er også her de to bække går ud i Suså.
Mod vest og tæt op og bagved Susåen, ligger mindre skov ved navn Ympehaven. 
Der har for mange år siden gået en vej direkte fra Teestrup til Assendrup gennem jorden, og også ligget et par huse/bygninger her.
Landbruget drives i dag af Henriettelund I/S v. Frederik Andreas Klestrup Hansen og Andreas Klestrup Hansen (Søn) 
Henriettelund ejer også Bakkegården og Kastanjegården (nabojord) og det meste af jorden fra "tidligere" Nye Svalebækgård (nærtliggende jord), i alt lidt over 210 hektar.

## Historie
Henriettelund er en gammel slægtsgård, hvis historie går tilbage til årene 1793-1803, da godsforvalteren på Gisselfeld Kloster, kammerråd Johan Neergaard, dannede den ved sammenlægning af en fæstegård og en annexgård til Aversi præstegård samt små 100 tdr. land af hovedgården Assendrup. Gården blev arvefæste under Gisselfeld Kloster.
Ved Johan Neergaards død i 1813 blev søsteren Claudine Marie Neergaard, gift med Søren Nielsen Klestrup, (Ridefoged til Revs (Refsnæs) og Inspektør på Giesegård), hans universalarving, og Henriettelund overgik til deres søn Johan Neergaard Klestrup. 

Men en bestemmelse i Johan Neergaards testamente sagde, at Henriettelund den 18/3 1878 skulle deles mellem alle Claudine Marie Neergaards efterkommere, samt at gårdens navn ingensinde måtte forandres.

Således tilfaldt efter denne dato 4/6 af gården Johan Neergaard Klestrups datter, Johanne Klestrup, og søsteren Kirstens tre døtre med Jørgen Jørgensen: Pouline, Claudine Marie og Henriette Jørgensen.

Claudine Marie Jørgensen var gift med provst F. A. Hansen, Fraugde på Fyn, og denne udkøbte senere sine to ugifte svigerinder samt kusinen Johanne Klestrup af Henriettelund imod en årlig ydelse, så længe de levede.
Den 31. januar 1879 stod provsten således som eneejer af Henriettelund, og den 1. maj 1883 overdrog han ejendommen til sin søn, Proprietær C. F. V. Hansen. Ejendommen havde da et tilliggende på 274 tdr. land ager, eng.

## Ejere gennem tiden
- 1797-1813: 1. generation: (Jettelund) Johan Neergaard (Første ejer)
- 1813-1878: 2. generation: (Nyt navn: Henriettelund) Johan Neergaard Klestrup (Søn af Claudine Marie Neergaard (Søster til Johan) og Søren Nielsen Klestrup [2])
- 1878-1880: 3. generation: Johanne Klestrup (Johan Neergaard Klestrups Datter), Kirsten Klestrups (Johan Neergaard Klestrups Søster) tre døtre med Kaptain Jørgen Jørgensen: Pouline, Claudine Marie og Henriette.
- 1880-1883: 3. generation: Claudine Marie Jørgensen gift Hansen (datter) og provst Frederik Andreas Hansen
- 1883-1912: 4. generation: Carl Frederik Valdemar Hansen (søn)
- 1912-1952: 5. generation: Frederik Andreas Hansen (søn)
- 1952-1977: 6. generation: Poul Klestrup Hansen (søn)
- 1977-198x: 7. generation: Torben Klestrup Hansen og Frederik Andreas Klestrup Hansen (søn)
- 198x-2019: 7. generation: Frederik Andreas Klestrup Hansen (søn)
- 2019-nu:     8. generation: Andreas Klestrup Hansen (søn) (descendent af Claudine Marie Jørgensen gift Hansen og provst Frederik Andreas Hansen, som var 3. generations ejere) (dermed 6. Generation i direkte blodsbånd)